# Meinrad Mayrhofer
Meinrad Mayrhofer (* 25. Dezember 1958 in Zell am Moos; † 6. Juni 2022) war ein österreichischer Bildhauer und Maler.

## Leben und Wirken
Mayrhofer besuchte von 1973 bis 1977 die Holzfachschule Hallstatt in Hallstatt und erlernte den Umgang mit Holz einschließlich der Technik zur Herstellung von Plastiken aus Metall. Die Bildhauereiausbildung absolvierte er bei Zauner, Thoma und Kienesberger. Seit 1978 war er freischaffend tätig. Er wohnte und arbeitete in Pram im Hausruckviertel und war bei Ausstellungen und Symposien im In- und Ausland vertreten.
Meinrad Mayrhofers Werkzeug war unter anderem die Motorsäge, mit der er Großskulpturen herstellte. Weitere Bereiche seines künstlerischen Schaffens waren Federzeichnungen, Trickfilme und Kunst am Bau sowie die Planung und Umsetzung von künstlerisch gestalteten Spielplätzen.
Nach langer Krankheit starb Mayrhofer im Juni 2022 mit 63 Jahren.

## Mitgliedschaften
Mayrhofer war Mitglied der Innviertler Künstlergilde und von 1999 bis 2010 deren Vorsitzender. Weitere Mitgliedschaften bestanden beim Künstlernetzwerk Wüdwux, Werkstart Haag – Kindersommerakademie und Kunst vom Rand – Workshops mit Menschen mit besonderen Bedürfnissen. Seit 1992 war er Obmann des Kulturvereins Furthmühle Pram.

## Werke (Auswahl)
- Großkrippe Lignorama im Holzmuseum Lignorama in Riedau mit 5 Meter großen Figuren aus Weißtanne (2005). Es handelt sich um die größten Holzkrippenfiguren der Welt.
- Bunte Steine nach Adalbert Stifter, hergestellt in einem vierwöchigen Atelieraufenthalt in Krumau (2007)
- Lichtobjekt in der Eingangshalle des Krankenhauses in Schärding

## Auszeichnungen
- Verleihung des Titels Konsulent für Kunstpflege
- Dietmar Kulturpreis der Stadt Ried im Innkreis
- goldene Ehrennadel des Verbandes der O.Ö. Freilichtmuseen
- silberne Ehrennadel der Marktgemeinde Pram